# 단백질 이화작용
단백질 이화작용(蛋白質 異化作用, 영어: protein catabolism)는 분자생물학에서 단백질을 아미노산과 단순 유도체 화합물로 분해하는 것이다. 아미노산은 원형질막을 통해 세포로 전달되고, 궁극적으로 리보핵산(RNA)과 리보솜을 사용하여 새로운 단백질을 합성하는데 사용된다. 단백질 이화작용은 단백질 이화대사(蛋白質 異化代謝), 단백질 분해대사(蛋白質 分解代謝)라고도 불린다. 거대분자인 단백질의 분해 과정은 본질적으로 소화 과정이다.
단백질 분해는 일반적으로 비특이적 엔도프로테이스 및 엑소프로테이스에 의해 수행된다. 그러나 특정 프로테이스는 조절 및 단백질 수송 목적으로 단백질을 표적화하는데 사용된다. 한 예로 올리고펩티데이스라고 불리는 단백질 분해효소의 하위 부류가 있다.
이화작용에 의해 생성된 아미노산은 직접적으로 재활용되어 새로운 단백질을 합성하는데 사용되거나, 다른 아미노산으로 전환되거나, 아미노산 분해를 거쳐 시트르산 회로를 통해 다른 화합물로 전환될 수 있다.

## 같이 보기
- 아미노산 합성
- 동화작용
- 물질대사